# Minderbroedersbrug (Gouda)
De Minderbroedersbrug is een brug met monumentale leuningen over een grachtje in Gouda, in de Nederlandse provincie Zuid-Holland. Het grachtje loopt langs de Spieringstraat en het Houtmansplantsoen.

## Geschiedenis
In de stadsrekeningen van Gouda wordt de Minderbroedersbrug in de jaren 1523 en 1534 genoemd toen er werkzaamheden aan de brug verricht moesten worden. De oudste vermelding dateert uit 1520. De brug dankt zijn naam aan het klooster van de minderbroeders, dat hier - op de hoek van de Spieringstraat en de Vijverstraat - van 1418 tot 1576 - heeft gestaan. De brug verbindt de Minderboederssteeg met de Vijverstraat.
Oorspronkelijk was de brug een toogbrug. De huidige brug dateert uit de tweede helft van de 19e eeuw. De brugleuningen van de Minderbroedersbrug worden als rijksmonument beschermd.

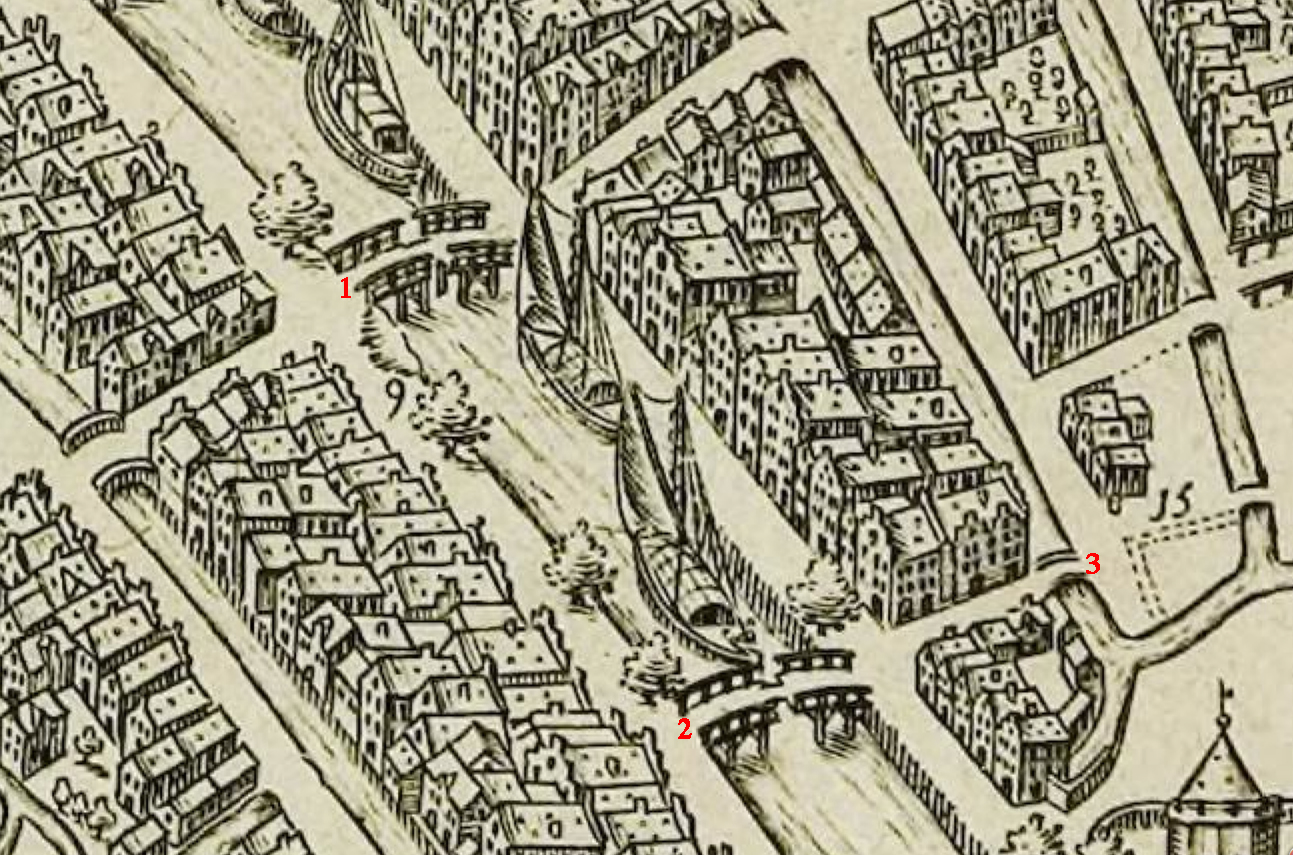
Bij 3 de Minderbroedersbrug op een stadsplattegrond uit 1588, bij 15 de plaats waar het Minderbroedersklooster heeft gestaan